# Dorcadion scopolii
Dorcadion scopolii је врста стрижибубе (Cerambycidae) из потпородице Lamiinae.

## Опис
Мужјаци су издужени, а женке здепасте. Тело је у основи црне боје, а понекад су ноге и антене тамноцрвени. Глава, скутелум (осим у средини), доња страна тела и ноге покривени су беличастом пубесценцијом. На темену и пронотуму је узана бела пруга. Пронотум је два пута шири него дужи, са уском, слабо израженом средишњом ипмресијом а са бочне стране се налазе тупи трнови. Антене су много краће од покрилаца. Покрилца су дуга, заобљена и у средишњем делу благо проширена. Дуж елитрона се пружају беле пруге. Код женки је понекад основни томент на површини светлији — црвеносмеђе до жутосмеђе боје.

## Распрострањење и станиште
Врста настањује источни део Аустрије, Моравску Словачку, Мађарску, Бугарску, континенталини део Хрватске, Словенију и Србију. Налази се често на путевима и прелазима и на топлим и осунчаним ливадама.

## Биологија
Животни циклус траје годину дана. Ларве живе слободно у земљи на корену трава и житарица. Адулти су активни од марта до јуна, обично се налазе на земљи поред бусења биљке домаћина.

## Галерија
- одрасла јединка
- одрасла јединка са стране
- одрасла јединка